# John Zeiler
John Zeiler (* 21. November 1982 in Jefferson Hills, Pennsylvania) ist ein US-amerikanischer Eishockeyspieler, der zuletzt bei den Kassel Huskies in der DEL2 unter Vertrag stand.

## Karriere
John Zeiler begann seine Karriere als Eishockeyspieler bei den Sioux City Musketeers, für die er von 2000 bis 2002 in der United States Hockey League aktiv war. Anschließend wurde er im NHL Entry Draft 2002 in der fünften Runde als insgesamt 132. Spieler von den Phoenix Coyotes ausgewählt, für die er allerdings nie spielte. Nachdem der Angreifer von 2002 bis 2006 für die St. Lawrence University in der National Collegiate Athletic Association auf dem Eis stand, beendete er die Saison 2005/06 als Free Agent bei San Antonio Rampage aus der American Hockey League. Im Sommer 2006 erhielt Zeiler zunächst einen Vertrag beim AHL-Team Manchester Monarchs, deren Kooperationspartner, die Los Angeles Kings, ihn im Laufe der Saison 2006/07 verpflichteten. Für die Kings kam er in den folgenden Jahren regelmäßig in der NHL zum Einsatz. Zur Saison 2011/12 wurde Zeiler von den Augsburger Panther aus der Deutschen Eishockey Liga verpflichtet. Am 7. März 2012 wurde bekannt gegeben, dass er seinen Vertrag für die Saison 2012/13 verlängert hat. Zur Saison 2014/15 wechselte Zeiler in die DEL2 zu den Kassel Huskies.

## Erfolge und Auszeichnungen
- 2003 ECAC All-Rookie Team

## NHL-Statistik
(Stand: Ende der Saison 2015/16)